# ویکتوریا گولابیچ
ویکتوریا گولابیچ (انگلیسی: Viktorija Golubic؛ زادهٔ ۱۶ اکتبر ۱۹۹۲) تنیس‌باز اهل سوئیس است.